# Omphale admirabilis
Omphale admirabilis är en stekelart som först beskrevs av John Obadiah Westwood 1833.  Omphale admirabilis ingår i släktet Omphale och familjen finglanssteklar. Arten är reproducerande i Sverige. Inga underarter finns listade i Catalogue of Life.